# Ирина Ангелина (дъщеря на Алексий III Ангел)
Ирина Комнина Ангелина (на средногръцки: Ειρήνη Κομνηνή Άγγελίνα) е византийска принцеса, първородна дъщеря на император Алексий III Ангел и Ефросина Дукина Каматерина.

## Живот
Ирина е родена преди възцаряването на баща ѝ Алексий, който през 1195 г. извършва преврат срещу брат си Исак и заема императорския престол. По това време Ирина вече е била омъжена за великия друнгарий Андроник Кондостефан, който според Хониат бил далечен роднина на майка ѝ Ефросина.
Андроник Кондостефан умира около 1196 г., като малко преди това се оттегля в манастир. Около 1198 г. императорът решава да омъжи овдовялата Ирина за севастократор Алексий Палеолог. Алексий III, който нямал синове, планирал чрез този брак да се сдобие с наследник на престола в лицето на новия си зет. По това време обаче севастократор Алексий Палеолог вече бил женен, поради което императорът го принуждава да се разведе с първата си съпруга. Така през лятото на 1199 г. Ирина и Алексий Палеолог са венчани на много тържествена церемония: Ирина, която носила червени обувки, получава титлата василиса, а Алексий е удостоен с титлата деспот и става престолонаследник. Едновременно с това по-малката сестра на Ирина, също овдовялата Анна Ангелина, е омъжена за Теодор Ласкарис, основател на Никейската империя.
От брака на Ирина и Алексий Палеолог се ражда една дъщеря – Теодора Ангелина Палеологина (* ок. 1200; † като монахиня Теодосия), която през 1216 г. се омъжва за великия доместик Андроник Комнин Палеолог (* ок. 1190; † 1248/1252) и става майка на бъдещия византийския император Михаил VIII Палеолог.
Ирина Ангелина надживява и втория си съпруг, който умира през 1203 г. Самата тя завършва живота си в изгнание далеч от Константинопол, като точната година на смъртта ѝ остава неизвестна.